# Chlorocichla laetissima
Chlorocichla laetissima là một loài chim trong họ Pycnonotidae.